# Battaglia di Saseno
La battaglia di Saseno ebbe luogo il 14 agosto 1264 al largo dell'isola di Saseno, sulla costa dell'odierna Albania, tra la flotta della Repubblica di Genova e un convoglio commerciale (muda) della Repubblica di Venezia. Tale battaglia è all'interno della Guerra di San Saba. Durante la guerra i genovesi avevano subito solo sconfitte negli scontri diretti con la marina veneziana (Acri e Settepozzi) e avevano cambiato strategia compiendo atti di pirateria nei confronti dei convogli commerciali veneziani.
Il comandante genovese, Simone Grillo riuscì ad ingannare il suo omologo veneziano Andrea Barocio facendogli arrivare delle informazioni errate su dove fosse. Quando Barocio mosse per intercettare Grillo capeggiando una flotta di 50 galere (quella genovese era di 20 galere) lasciò sguarnita la muda veneziana diretta verso il levante.
I genovesi liberi di agire attaccarono di sorpresa la muda catturando o affondando la maggior parte delle navi, ad eccezione della grande nave Roccaforte. Finito l'assedio presero il carico.
Il costo della perdita del convoglio a Venezia fu stimato in 100 000 lire genovesi.